# فاینال فانتزی ۱۴
فاینال فانتزی ۱۴ (به انگلیسی: Final Fantasy XIV) (به ژاپنی: ファイナルファンタジーXIV، تلفظ:Fainaru Fantajī Fōtīn) یک بازی ویدئویی به سبک نقش‌آفرینی برخط چندنفره گسترده (ام‌ام‌اوآرپی‌جی) است که توسط شرکت اسکوئر انیکس برای مایکروسافت ویندوز و به‌طور هم‌زمان در تمام مناطق و به چهار زبان انگلیسی، ژاپنی، فرانسوی و آلمانی در سال ۲۰۱۰ منتشر شد. فاینال فانتزی ۱۴ نسخهٔ اصلی چهاردهمین قسمت از مجموعه بازی‌های فاینال فانتزی و دومین عنوان ام‌ام‌اوآرپی‌جی در این سری پس از فاینال فانتزی ۱۱ به‌شمار می‌رفت. بازی در سرزمینی به نام Eorzea انجام می‌شود. فاینال فانتزی ۱۴ به گیمرهای هرسه پلتفورم اجازه می‌دهد تا بازی را با یکدیگر در یک محیط مشترک انجام دهند؛ در واقع فاینال فانتزی ۱۴ از اولین بازی‌های cross-platform به حساب می‌آمد.
شخصیت‌های اصلی در این بازی پنج نژاد «هیور»، «الزن»، «لالافل»، «روگادین»، «میکوته» عنوان شده‌است که هر نژاد کاراکتر مرد و زن دارد. تفاوت فاینال فانتزی ۱۴ با نسخه‌های قبلی این است که دیگر خبری از سیستم ارتقا شخصیت‌ها بر اساس کسب تجربه در مبارزات نیست، فاینال فانتزی ۱۴ بیشتر تأکید بر رشد شخصیت‌ها دارد، به این معنی که گیمرها می‌توانند در هر لحظه از بازی کلاس شخصیت خود را تغییر دهند. در فاینال فانتزی ۱۴ امکان سفارشی کردن شخصیت‌ها اضافه شده‌است به نحوی که بازی‌کننده قادر خواهد بود رنگ پوست، مو و چشم، خال‌کوبی، زخم‌های روی صورت و اندازه برخی از اعضاء بدن را به دلخواه تنظیم کند.
فاینال فانتزی ۱۴ به محض انتشار با واکنش‌های منفی از سوی منتقدان همراه بود، درحالی که گرافیک و موسیقی آن را مورد تحسین قرار دادند، اما سایر جنبه‌های بازی به اتفاق آرا از جمله روند بازی، رابط کاربری، و همچنین تصوری کلی از بازی که به شکلی ناتمام است، مورد انتقاد قرار گرفت. واکنش منتقدان و طرفداران بازی سبب شد اسکوئر انیکس حق اشتراک عنوان را به تعلیق درآورد، و نسخهٔ کنسول پلی‌استیشن ۳ را برای مدت نامعلومی به تعویق و در نهایت لغو کرد، و رهبری تیم توسعه را به عنوان کارگردان و تهیه‌کننده به نائوکی یوشیدا واگذار کردند. یوشیدا تصمیم گرفت پیش از توقف بازی، بهبودهایی انجام دهد و در نهایت نسخه‌ای جدید را تحت عنوان قلمرو دوباره‌زاده جایگزین آن کرد، که به محض انتشار مورد استقبال قرار گرفت.

## معادل‌های انگلیسی
1. ↑  Yoshitaka Amano
2. ↑  Nobuaki Komoto
3. ↑  Hiromichi Tanaka
4. ↑  Nobuo Uematsu
5. ↑  Crystal Tools
6. ↑  Hyur
7. ↑  Elezen
8. ↑  Lalafell
9. ↑  Roegadyn
10. ↑  Miqo'te
11. ↑  EXP